# Fiord de Romsdal
El fiord de Romsdal (en noruec: Romsdalsfjorden) és el novè fiord més llarg de Noruega. Fa 88 quilòmetres de llargada i s'ubica al districte tradicional de Romsdal, al comtat de Møre og Romsdal. Flueix a través dels municipis de Midsund, Haram, Vestnes, Molde, Nesset, i Rauma. El punt més profund en el fiord és just al sud-oest de la ciutat de Molde, on arriba a 550 metres de profunditat.
L'entrada oest del fiord es considera generalment que és entre l'illa de Dryna (al municipi de Midsund) i al poble de Brattvåg (al municipi d'Haram). Una segona entrada es troba al nord, a través de l'estret Julsundet.

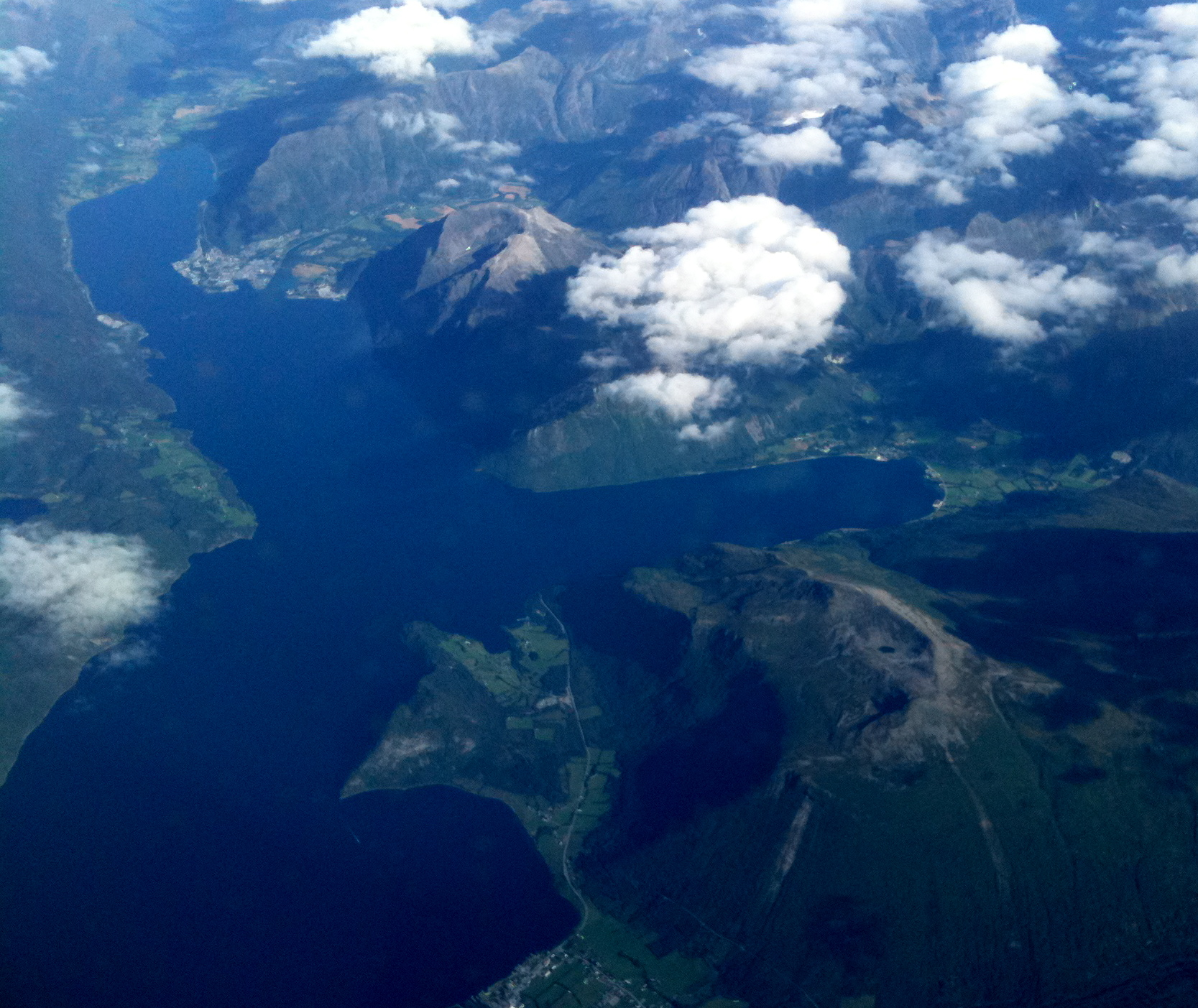
Imatge aèria del fiord, amb la ciutat d'Åndalsnes al fons.

El fiord està format per dos fiords menors al sud, Tresfjorden i Tomrefjorden, mentre que el cos principal continua a l'est, on es divideix en tres branques principals: el fiord de Molde, que passa per la ciutat de Molde; el Langfjorden, el braç més llarg del fiord, amb les seves branques Karlsøyfjorden, Rødvenfjorden, i el pintoresc Eresfjorden, al mig; i finalment l'Isfjorden, que avança més enllà de la ciutat d'Åndalsnes, que acaba al poble d'Isfjorden.
Des d'Østlandet es pot arribar al fiord per la vall de Gudbrandsdal a Lesja fins a la vall de Romsdal.
Veøya -l'illa santa- es troba en una unió entre les tres branques principals del fiord. Aquesta illa va ser el principal centre de comerç medieval entre Trondheim i Bergen. L'Església medieval de Sant Pere (antiga església de Veøy), de finals del segle xii, és ara un museu, però encara rep serveis discrecionals.
El llop Larsen, el personatge principal de la novel·la de Jack London 'El llop del mar' afirma que va néixer a les proximitats del fiord de Romsdal.